# ㅹ
ㅹ(표준어: 가벼운쌍비읍, 문화어: 가벼운된비읍)은 한글 낱자 ㅂ을 어울러 쓰고, 그 밑에 ㅇ을 쌓아 놓은 것이다. 현재는 사용되지 않는다. 
순경음 낱자의 하나로 삼십육자모의 봉모(奉母)에 대응한다. 그 밖에 ㅱ, ㅸ, ㆄ도 있지만, 한국어 고유의 음운 표기에 이용된 것은 ㅸ뿐이며 음운 변화로 세조(15세기 중엽) 이후에는 사용되지 않게 되었다.

## 코드 값
| 종류                  | 종류           | 글자   | 유니코드 | HTML     |
| --------------------- | -------------- | ------ | -------- | -------- |
| 한글 호환 자모        | 한글 호환 자모 | ㅹ     | U+3179   | &#12665; |
| 한글 자모 영역        | 첫소리         | ᄬᅠ     | U+112C   | &#4396;  |
| 한글 자모 영역        | 끝소리         | (없음) | (없음)   | (없음)   |
| 한양 사용자 정의 영역 | 첫소리         |     | U+F7C1   | &#63425; |
| 한양 사용자 정의 영역 | 끝소리         | (없음) | (없음)   | (없음)   |
| 반각                  | 반각           | (없음) | (없음)   | (없음)   |